# Carsten Johansen
Carsten Johansen (11 ottobre 1969) è un ex calciatore norvegese, di ruolo difensore.

## Carriera

### Club
Johansen debuttò nella Tippeligaen con la maglia dello Skeid. Il 13 aprile 1996 fu infatti titolare nella sconfitta per 2-3 contro lo Strømsgodset, incontro nel quale segnò anche una rete. Nel 1998 passò al Moss, esordendo con questa maglia il 13 aprile 1998, quando fu titolare nel successo per 0-1 sul campo del Brann. Il 7 giugno dello stesso anno segnò la prima rete, nella vittoria per 3-2 sul Tromsø.
Nel 2000 passò in prestito all'Eik-Tønsberg, club militante nella 1. divisjon. Il primo incontro in squadra fu datato 28 maggio, nel pareggio per 0-0 sul campo del Raufoss. Il 1º giugno segnò l'unica rete in campionato, nella sconfitta casalinga per 1-2 contro il Kjelsås.